# Реффи, Пьетро
Пьетро Реффи (итал. Pietro Reffi; 24 апреля 1927, Санта-Мустиола, Сан-Марино — 25 июня 2013, Борго-Маджоре, Сан-Марино) — капитан-регент Сан-Марино (1958—1959, 1965—1966).

## Биография
Являлся членом Сан-Маринской христианско-демократической партии. Играл значимую роль в общественно-политической жизни в 1960-х-1970- х гг., дважды (1958—1959, 1965—1966) становился капитаном-регентом Сан-Марино.
Несколько раз избирался членом Государственного конгресса. Был руководителем ряда важных экономических и бизнес-структур, среди них: dell’Azienda autonoma di stato di produzione, della Fondazione Casale La Fiorina, della Società Silo Molino Forno. Являясь экспертом в области технического и городского планирования, в течение многих лет занимал должность инспектора государственного технического Управления.
С 1999 года — президент фонда «Casale La Fiorina».
В 1959 году он был избран членом Национального олимпийского комитета Сан-Марино.